# Mariam Souréa Vanessa Touré
Mariam Souréa Vanessa Touré, née à Ouagadougou au Burkina Faso un 22 août, est journaliste. Elle a notamment été la présentatrice du journal télévisé de 20h au sein du groupe audiovisuel public du Burkina Faso de 1999 à 2013.

## Biographie

### Enfance, études et formation
Mariam Vanessa Touré naît à Ouagadougou un 22 août,. Son père est guinéo-burkinabè et sa mère ivoiro-burkinabè. Elle a plusieurs frères et sœurs.
Elle passe une partie de son enfance dans le quartier Kôkô à Bobo-Dioulasso au Burkina Faso, sans ses parents qui sont partis en Côte d'Ivoire. Elle les rejoint à Abidjan lors de son entrée au collège. Elle y restera jusqu’à l’obtention du Brevet d’Etudes du Premier Cycle (BEPC).
Elle retourne par la suite au Burkina Faso. Elle s’inscrit en classe de seconde à Bobo-Dioulasso. Elle y obtiendra son baccalauréat.
En 1990, elle intègre l’université de Ouagadougou afin d'y poursuivre des études de lettres.
En 1995, elle obtint une maîtrise en lettres modernes.
Elle s'inscrit ensuite au département de communication et journalisme de l’université de Ouagadougou, où elle obtiendra également une maîtrise.
Mariam Vanessa Touré est également titulaire d'un DESS en communication, obtenu à la fin des années 2000 à l'Ipermic.

### Carrière journalistique
En 1994, pendant ses études en lettres modernes, elle devient téléspeakerine à la télévision nationale, la RTB.
En 1999, le poste de téléspeakerine à la télévision burkinabè est supprimé. Elle rejoint alors l’équipe de présentation du grand journal télévisé en tant que journaliste présentatrice. Elle présente le journal télévisé du 20h.
Journaliste reporter de 1999 à 2013, elle anime pendant un temps l’émission Canal ONU du centre d’information des Nations unies. Mariam Vanessa Touré anime en outre l’émission BAOD Face à 8 à Lomé au [[Togo|Togo[réf. nécessaire]]].
Le 14 juillet 2013, elle présente son dernier journal télévisé de 20h. Puis, elle est nommée attachée de presse à l’ambassade du Burkina Faso en Côte d’Ivoire,.
De 2015 à 2016, elle rejoint la télévision nationale comme directrice marketing et commerciale,[source insuffisante]. Elle est nommée en conseil des ministres fin 2014.
Mariam Vanessa Touré couvre également de grands rendez-vous internationaux et notamment la 6e commission mixte entre le Burkina Faso et la République de Chine (Taiwan) de septembre 2019, ainsi que la conférence des premières dames à Malabo, en Guinée équatoriale[Quand ?][réf. nécessaire].
Elle a été une collaboratrice extérieure en tant que journaliste[Quoi ?] de la chaîne Africable où elle coanimait l’émission La Grande Interview avec comme invités les présidents Abdoulaye Wade du Sénégal et Omar Bongo Ondimba du Gabon.
Depuis quelque temps, Mariam anime une chronique sur les faits de société sur son profil Facebook,.

## Récompenses
Aux galians 2011, elle est primée par le Conseil Supérieur de la Communication dans la catégorie « enquête ».